# Theodor Meron
Theodor Meron (* 28. dubna 1930, Kališ, Polsko) je americký právník polsko-židovského původu, bývalý předseda Mezinárodního trestního tribunálu pro bývalou Jugoslávii (ICTY).

## Život
Narodil se v Polsku, po studiu na Hebrejské univerzitě v Jeruzalémě pokračoval ve studiu na Harvard Law School a Cambridgi.
Pozici předsedy Mezinárodního trestního tribunálu pro bývalou Jugoslávii vykonával ve dvou obdobích, a to v letech 2003–2005 a posléze 2011–2015.

## Zajímavost
- Je znalcem díla anglického literáta Williama Shakespeara.[5]